# 2011-es IIHF divízió II-es jégkorong-világbajnokság
A 2011-es IIHF divízió II-es jégkorong-világbajnokság A csoportját április 4. és 10. között Melbourne-ben, Ausztráliában, a B csoportját április 10. és 16. között Zágrábban, Horvátországban rendezték.
A 2011-es vb-ket követően a divízió I-es és II-es vb két csoportját egymás alá-fölé rendelték. 2012-től a divízió II-es A csoportból az első csapat jut fel a divízió I B csoportba, ahonnan az utolsó csapat kiesik. A divízió II B csoportból az első csapat jut fel a divízió II A csoportba, onnan az utolsó csapat esik ki. A divízió II B csoportból kieső helyére a divízió III győztese kerül.

## Résztvevők
A világbajnokságon az alábbi 6–6 válogatott vett részt.
A csoport
| Csapat      | Kvalifikáció módja                                                       |
| ----------- | ------------------------------------------------------------------------ |
| Szerbia     | Előző évben a divízió I A csoportjának 6. helyén végzett és kiesett.     |
| Ausztrália  | Rendező, előző évben a divízió II A csoportjának 2. helyén végzett.      |
| Belgium     | Előző évben a divízió II A csoportjának 3. helyén végzett.               |
| Új-Zéland   | Előző évben a divízió II B csoportjának 4. helyén végzett.               |
| Mexikó      | Előző évben a divízió II A csoportjának 5. helyén végzett.               |
| Észak-Korea | Előző évben a divízió III B csoportjának 1. helyén végzett és feljutott. |

B csoport
| Csapat       | Kvalifikáció módja                                                            |
| ------------ | ----------------------------------------------------------------------------- |
| Horvátország | Rendező, előző évben a divízió I B csoportjának 6. helyén végzett és kiesett. |
| Románia      | Előző évben a divízió II B csoportjának 2. helyén végzett.                    |
| Izland       | előző évben a divízió II B csoportjának 3. helyén végzett.                    |
| Bulgária     | Előző évben a divízió II A csoportjának 4. helyén végzett.                    |
| Kína         | Előző évben a divízió II B csoportjának 5. helyén végzett.                    |
| Írország     | előző évben a divízió III A csoportjának 1. helyén végzett és feljutott.      |

## Eredmények
A mérkőzések kezdési időpontja helyi idő szerint vannak feltüntetve.
| Jelmagyarázat             |
| ------------------------- |
| Feljutott a divízió I-be. |
| Kiesett a divízió III-ba. |

### A csoport
| Nemzet       | M | Gy | HGy | HV | V | G+ | G- | Gk  | P  |
| ------------ | - | -- | --- | -- | - | -- | -- | --- | -- |
| Ausztrália   | 5 | 5  | 0   | 0  | 0 | 27 | 6  | +21 | 15 |
| Új-Zéland    | 5 | 3  | 0   | 0  | 2 | 19 | 8  | +11 | 9  |
| Szerbia      | 5 | 3  | 0   | 0  | 2 | 22 | 11 | +11 | 9  |
| Belgium      | 5 | 3  | 0   | 0  | 2 | 19 | 14 | +5  | 9  |
| Mexikó       | 5 | 1  | 0   | 0  | 4 | 8  | 31 | −23 | 3  |
| Észak-Korea* | 5 | 0  | 0   | 0  | 5 | 0  | 25 | −25 | 0  |

* – Észak-Korea visszalépett, emiatt az ellenfeleknek írták jóvá a mérkőzést 5–0-s gólaránnyal.
| 2011. április 4. 13:00 | Belgium | 3–2 (1–1, 2–0, 0–1) | Szerbia | Melbourne Ice House, Melbourne Nézőszám: 134 |

| Jegyzőkönyv | Jegyzőkönyv    | Jegyzőkönyv                                          | Jegyzőkönyv       | Jegyzőkönyv                |
| --- | -------------- | ---------------------------------------------------- | ----------------- | -------------------------- |
| | Bjorn Steijlen | Kapusok                                              | Arsenije Rankovic | Játékvezető: Lehel Gergely |
| \| P. Camelbeeck (J. Paulus) – 16:04 \| 1–0 \| \| \| \| 1–1 \| 17:37 – M. Milovanović (N. Bibić, N. Vučurević) (PP) \| \| K. Van Looy – 22:23 \| 2–1 \| \| \| V. Morgan (PP) – 30:15 \| 3–1 \| \| \| \| 3–2 \| 51:27 – M. Prokić (B. Gabrić, G. Ristić) (PP) \| |                |                                                      |                   | Játékvezető: Lehel Gergely |
| 26 perc | Büntetések     | 10 perc                                              |                   | Játékvezető: Lehel Gergely |
| 22 | Lövések        | 38                                                   |                   | Játékvezető: Lehel Gergely |
| P. Camelbeeck (J. Paulus) – 16:04 | 1–0            |                                                      |                   | Játékvezető: Lehel Gergely |
| | 1–1            | 17:37 – M. Milovanović (N. Bibić, N. Vučurević) (PP) |                   | Játékvezető: Lehel Gergely |
| K. Van Looy – 22:23 | 2–1            |                                                      |                   | Játékvezető: Lehel Gergely |
| V. Morgan (PP) – 30:15 | 3–1            |                                                      |                   |                            |
| | 3–2            | 51:27 – M. Prokić (B. Gabrić, G. Ristić) (PP)        |                   |                            |

| 2011. április 4. 16:30 | Észak-Korea | 0–5* | Új-Zéland | Melbourne Ice House, Melbourne |

|  |  |  |  |  |
|  |  |  |  |  |
|  |  |  |  |  |
|  |  |  |  |  |

| 2011. április 4. 20:00 | Ausztrália | 11–1 (1–0, 4–0, 6–1) | Mexikó | Melbourne Ice House, Melbourne Nézőszám: 1200 |

| Jegyzőkönyv | Jegyzőkönyv  | Jegyzőkönyv                                       | Jegyzőkönyv                        | Jegyzőkönyv              |
| --- | ------------ | ------------------------------------------------- | ---------------------------------- | ------------------------ |
| | Matthew Ezzy | Kapusok                                           | Andres de la Garma Alfonso de Alba | Játékvezető: Peter Gebei |
| \| T. Manco (A. White, L. Webster) (PP) – 02:20 \| 1–0 \| \| \| S. Stephenson (T. Powell, L. Thilthorpe) – 31:22 \| 2–0 \| \| \| J. Hughes (N. Walker, T. Manco) – 32:33 \| 3–0 \| \| \| J. Hughes (D. Huxley, B. Thilthorpe) (PP) – 35:46 \| 4–0 \| \| \| N. Walker (G. Oddy, M. Ezzy) – 36:33 \| 5–0 \| \| \| J. Hughes (G. Oddy) (PP) – 40:52 \| 6–0 \| \| \| N. Walker (G. Oddy) (PP2) – 46:48 \| 7–0 \| \| \| \| 7–1 \| 47:00 – A. Gutiérrez (A. Rosette, S. Ortega) (SH) \| \| L. Webster (J. Hughes) (PP) – 48:18 \| 8–1 \| \| \| J. Hughes (PS) – 55:20 \| 9–1 \| \| \| L. Webster (J. Hughes) (SH2) – 55:31 \| 10–1 \| \| \| J. Gavin (T. Powell) – 59:47 \| 11–1 \| \| |              |                                                   |                                    | Játékvezető: Peter Gebei |
| 47 perc | Büntetések   | 20 perc                                           |                                    | Játékvezető: Peter Gebei |
| 50 | Lövések      | 23                                                |                                    | Játékvezető: Peter Gebei |
| T. Manco (A. White, L. Webster) (PP) – 02:20 | 1–0          |                                                   |                                    | Játékvezető: Peter Gebei |
| S. Stephenson (T. Powell, L. Thilthorpe) – 31:22 | 2–0          |                                                   |                                    | Játékvezető: Peter Gebei |
| J. Hughes (N. Walker, T. Manco) – 32:33 | 3–0          |                                                   |                                    | Játékvezető: Peter Gebei |
| J. Hughes (D. Huxley, B. Thilthorpe) (PP) – 35:46 | 4–0          |                                                   |                                    |                          |
| N. Walker (G. Oddy, M. Ezzy) – 36:33 | 5–0          |                                                   |                                    |                          |
| J. Hughes (G. Oddy) (PP) – 40:52 | 6–0          |                                                   |                                    |                          |
| N. Walker (G. Oddy) (PP2) – 46:48 | 7–0          |                                                   |                                    |                          |
| | 7–1          | 47:00 – A. Gutiérrez (A. Rosette, S. Ortega) (SH) |                                    |                          |
| L. Webster (J. Hughes) (PP) – 48:18 | 8–1          |                                                   |                                    |                          |
| J. Hughes (PS) – 55:20 | 9–1          |                                                   |                                    |                          |
| L. Webster (J. Hughes) (SH2) – 55:31 | 10–1         |                                                   |                                    |                          |
| J. Gavin (T. Powell) – 59:47 | 11–1         |                                                   |                                    |                          |

| 2011. április 5. 15:45 | Szerbia | 6–4 (4–1, 0–0, 2–3) | Új-Zéland | Melbourne Ice House, Melbourne Nézőszám: 358 |

| Jegyzőkönyv | Jegyzőkönyv       | Jegyzőkönyv                                 | Jegyzőkönyv  | Jegyzőkönyv                 |
| --- | ----------------- | ------------------------------------------- | ------------ | --------------------------- |
| | Arsenije Rankovic | Kapusok                                     | Zak Nothling | Játékvezető: Vedran Krcelic |
| \| M. Sretović (M. Milovanović) – 00:22 \| 1–0 \| \| \| N. Vučurević (M. Milovanović) – 05:04 \| 2–0 \| \| \| M. Sretović (N. Vučurević) – 07:06 \| 3–0 \| \| \| \| 3–1 \| 11:32 – C. Eaden (D. Nicholls, M. Oak) (PP) \| \| B. Jankovic (B. Gabrić) – 18:40 \| 4–1 \| \| \| M. Prokic (N. Bibič, S. Ilić) – 41:18 \| 5–1 \| \| \| \| 5–2 \| 47:22 – C. Down (B. Speirs) (PP) \| \| B. Gabrić (N. Bibič, B. Mamić) (PP) – 52:17 \| 6–2 \| \| \| \| 6–3 \| 56:29 – C. Eaden (P. Heyd) \| \| \| 6–4 \| 58:20 – C. Eaden \| |                   |                                             |              | Játékvezető: Vedran Krcelic |
| 12 perc | Büntetések        | 10 perc                                     |              | Játékvezető: Vedran Krcelic |
| 56 | Lövések           | 28                                          |              | Játékvezető: Vedran Krcelic |
| M. Sretović (M. Milovanović) – 00:22 | 1–0               |                                             |              | Játékvezető: Vedran Krcelic |
| N. Vučurević (M. Milovanović) – 05:04 | 2–0               |                                             |              | Játékvezető: Vedran Krcelic |
| M. Sretović (N. Vučurević) – 07:06 | 3–0               |                                             |              | Játékvezető: Vedran Krcelic |
| | 3–1               | 11:32 – C. Eaden (D. Nicholls, M. Oak) (PP) |              |                             |
| B. Jankovic (B. Gabrić) – 18:40 | 4–1               |                                             |              |                             |
| M. Prokic (N. Bibič, S. Ilić) – 41:18 | 5–1               |                                             |              |                             |
| | 5–2               | 47:22 – C. Down (B. Speirs) (PP)            |              |                             |
| B. Gabrić (N. Bibič, B. Mamić) (PP) – 52:17 | 6–2               |                                             |              |                             |
| | 6–3               | 56:29 – C. Eaden (P. Heyd)                  |              |                             |
| | 6–4               | 58:20 – C. Eaden                            |              |                             |

| 2011. április 5. 19:15 | Mexikó | 5–0* | Észak-Korea | Melbourne Ice House, Melbourne |

|  |  |  |  |  |
|  |  |  |  |  |
|  |  |  |  |  |
|  |  |  |  |  |

| 2011. április 6. 20:00 | Ausztrália | 5–3 (0–0, 3–1, 2–2) | Belgium | Melbourne Ice House, Melbourne Nézőszám: 1320 |

| Jegyzőkönyv | Jegyzőkönyv  | Jegyzőkönyv                                      | Jegyzőkönyv    | Jegyzőkönyv                 |
| --- | ------------ | ------------------------------------------------ | -------------- | --------------------------- |
| | Matthew Ezzy | Kapusok                                          | Bjorn Steijlen | Játékvezető: Jari Leppäalho |
| \| L. Webster (G. Oddy, J. Hughes) (PP) – 24:34 \| 1–0 \| \| \| N. Walker (V. Stransky) – 25:15 \| 2–0 \| \| \| \| 2–1 \| 27:07 – V. Looy (L. Maas, M. Morgan) \| \| G. Oddy (V. Stransky) – 35:58 \| 3–1 \| \| \| J. Hughes (C. Sekura) – 40:43 \| 4–1 \| \| \| \| 4–2 \| 41:52 – B. Kolodziejczyk \| \| \| 4–3 \| 48:13 – B. Vercammen (B. Kolodziejczyk, L. Maas) \| \| D. Upton (ENG) – 59:49 \| 5–3 \| \| |              |                                                  |                | Játékvezető: Jari Leppäalho |
| 8 perc | Büntetések   | 12 perc                                          |                | Játékvezető: Jari Leppäalho |
| 45 | Lövések      | 33                                               |                | Játékvezető: Jari Leppäalho |
| L. Webster (G. Oddy, J. Hughes) (PP) – 24:34 | 1–0          |                                                  |                | Játékvezető: Jari Leppäalho |
| N. Walker (V. Stransky) – 25:15 | 2–0          |                                                  |                | Játékvezető: Jari Leppäalho |
| | 2–1          | 27:07 – V. Looy (L. Maas, M. Morgan)             |                | Játékvezető: Jari Leppäalho |
| G. Oddy (V. Stransky) – 35:58 | 3–1          |                                                  |                |                             |
| J. Hughes (C. Sekura) – 40:43 | 4–1          |                                                  |                |                             |
| | 4–2          | 41:52 – B. Kolodziejczyk                         |                |                             |
| | 4–3          | 48:13 – B. Vercammen (B. Kolodziejczyk, L. Maas) |                |                             |
| D. Upton (ENG) – 59:49 | 5–3          |                                                  |                |                             |

| 2011. április 7. 13:00 | Szerbia | 7–0 (1–0, 4–0, 2–0) | Mexikó | Melbourne Ice House, Melbourne Nézőszám: 103 |

| Jegyzőkönyv | Jegyzőkönyv   | Jegyzőkönyv | Jegyzőkönyv                        | Jegyzőkönyv                 |
| --- | ------------- | ----------- | ---------------------------------- | --------------------------- |
| | Milan Lukovic | Kapusok     | Andres de la Garma Alfonso de Alba | Játékvezető: Jari Leppäalho |
| \| M. Sretović (N. Vučurević, B. Mamić) (PP) – 02:19 \| 1–0 \| \| \| M. Sretović (M. Milovanović, N. Vučurević) – 22:55 \| 2–0 \| \| \| I. Prokic (M-A. Fournier, N. Bibić) (PP) – 24:17 \| 3–0 \| \| \| M-A. Fournier (F. Perowne, N. Bibić) – 27:01 \| 4–0 \| \| \| B. Mamić (M. Sretović) – 29:44 \| 5–0 \| \| \| I. Prokic (F. Perowne, M-A. Fournier) – 42:05 \| 6–0 \| \| \| F. Perowne (I. Prokic, B. Mamić) – 51:58 \| 7–0 \| \| |               |             |                                    | Játékvezető: Jari Leppäalho |
| 10 perc | Büntetések    | 14 perc     |                                    | Játékvezető: Jari Leppäalho |
| 51 | Lövések       | 7           |                                    | Játékvezető: Jari Leppäalho |
| M. Sretović (N. Vučurević, B. Mamić) (PP) – 02:19 | 1–0           |             |                                    | Játékvezető: Jari Leppäalho |
| M. Sretović (M. Milovanović, N. Vučurević) – 22:55 | 2–0           |             |                                    | Játékvezető: Jari Leppäalho |
| I. Prokic (M-A. Fournier, N. Bibić) (PP) – 24:17 | 3–0           |             |                                    | Játékvezető: Jari Leppäalho |
| M-A. Fournier (F. Perowne, N. Bibić) – 27:01 | 4–0           |             |                                    |                             |
| B. Mamić (M. Sretović) – 29:44 | 5–0           |             |                                    |                             |
| I. Prokic (F. Perowne, M-A. Fournier) – 42:05 | 6–0           |             |                                    |                             |
| F. Perowne (I. Prokic, B. Mamić) – 51:58 | 7–0           |             |                                    |                             |

| 2011. április 7. 16:30 | Belgium | 0–5 (0–2, 0–3, 0–0) | Új-Zéland | Melbourne Ice House, Melbourne Nézőszám: 256 |

| Jegyzőkönyv | Jegyzőkönyv                       | Jegyzőkönyv                                    | Jegyzőkönyv | Jegyzőkönyv              |
| --- | --------------------------------- | ---------------------------------------------- | ----------- | ------------------------ |
| | Bjorn Steijlen Kevin van Looveren | Kapusok                                        | Rick Parry  | Játékvezető: Peter Gebei |
| \| \| 0–1 \| 04:14 – P. Heyd (M. Oak, J. Challis) (PP) \| \| \| 0–2 \| 08:51 – C. Eaden (B. Speirs) \| \| \| 0–3 \| 25:47 – B. Lee (I. Wannamaker, B. Speirs) (PP) \| \| \| 0–4 \| 32:08 – J. Challis (D. Nicholls) (PP) \| \| \| 0–5 \| 36:41 – C. Huber (L. Idoine, J. Hay) \| |                                   |                                                |             | Játékvezető: Peter Gebei |
| 12 perc | Büntetések                        | 14 perc                                        |             | Játékvezető: Peter Gebei |
| 32 | Lövések                           | 37                                             |             | Játékvezető: Peter Gebei |
| | 0–1                               | 04:14 – P. Heyd (M. Oak, J. Challis) (PP)      |             | Játékvezető: Peter Gebei |
| | 0–2                               | 08:51 – C. Eaden (B. Speirs)                   |             | Játékvezető: Peter Gebei |
| | 0–3                               | 25:47 – B. Lee (I. Wannamaker, B. Speirs) (PP) |             | Játékvezető: Peter Gebei |
| | 0–4                               | 32:08 – J. Challis (D. Nicholls) (PP)          |             |                          |
| | 0–5                               | 36:41 – C. Huber (L. Idoine, J. Hay)           |             |                          |

| 2011. április 7. 20:00 | Ausztrália | 5–0* | Észak-Korea | Melbourne Ice House, Melbourne |

|  |  |  |  |  |
|  |  |  |  |  |
|  |  |  |  |  |
|  |  |  |  |  |

| 2011. április 8. 20:00 | Észak-Korea | 0–5* | Szerbia | Melbourne Ice House, Melbourne |

|  |  |  |  |  |
|  |  |  |  |  |
|  |  |  |  |  |
|  |  |  |  |  |

| 2011. április 9. 16:30 | Mexikó | 2–8 (1–1, 0–3, 1–4) | Belgium | Melbourne Ice House, Melbourne Nézőszám: 280 |

| Jegyzőkönyv | Jegyzőkönyv                        | Jegyzőkönyv                                 | Jegyzőkönyv        | Jegyzőkönyv                 |
| --- | ---------------------------------- | ------------------------------------------- | ------------------ | --------------------------- |
| | Alfonso de Alba Andres de la Garma | Kapusok                                     | Kevin van Looveren | Játékvezető: Vedran Krcelic |
| \| \| 0–1 \| 17:20 – K. Van Looy (V. Morgan, M. Morgan) \| \| A. Valenzuela (A. Barberena, C. Smithers) – 17:47 \| 1–1 \| \| \| \| 1–2 \| 22:54 – K. Van Looy (B. Kolodziejczyk) (PP) \| \| \| 1–3 \| 24:59 – M. Morgan (B. Torremans) \| \| \| 1–4 \| 26:28 – B. Kolodziejczyk \| \| \| 1–5 \| 41:17 – J. Raekelboom (B. Vercammen) \| \| \| 1–6 \| 41:36 – B. Kolodziejczyk (D. Leirs) \| \| \| 1–7 \| 50:07 – M. Morgan (V. Morgan) \| \| \| 1–8 \| 51:32 – D. Leirs (B. Kolodziejczyk) \| \| A. Gutierrez (J. Ehlers) (PP) – 55:39 \| 2–8 \| \| |                                    |                                             |                    | Játékvezető: Vedran Krcelic |
| 36 perc | Büntetések                         | 36 perc                                     |                    | Játékvezető: Vedran Krcelic |
| 21 | Lövések                            | 44                                          |                    | Játékvezető: Vedran Krcelic |
| | 0–1                                | 17:20 – K. Van Looy (V. Morgan, M. Morgan)  |                    | Játékvezető: Vedran Krcelic |
| A. Valenzuela (A. Barberena, C. Smithers) – 17:47 | 1–1                                |                                             |                    | Játékvezető: Vedran Krcelic |
| | 1–2                                | 22:54 – K. Van Looy (B. Kolodziejczyk) (PP) |                    | Játékvezető: Vedran Krcelic |
| | 1–3                                | 24:59 – M. Morgan (B. Torremans)            |                    |                             |
| | 1–4                                | 26:28 – B. Kolodziejczyk                    |                    |                             |
| | 1–5                                | 41:17 – J. Raekelboom (B. Vercammen)        |                    |                             |
| | 1–6                                | 41:36 – B. Kolodziejczyk (D. Leirs)         |                    |                             |
| | 1–7                                | 50:07 – M. Morgan (V. Morgan)               |                    |                             |
| | 1–8                                | 51:32 – D. Leirs (B. Kolodziejczyk)         |                    |                             |
| A. Gutierrez (J. Ehlers) (PP) – 55:39 | 2–8                                |                                             |                    |                             |

| 2011. április 9. 20:00 | Új-Zéland | 0–2 (0–0, 0–2, 0–0) | Ausztrália | Melbourne Ice House, Melbourne Nézőszám: 1500 |

| Jegyzőkönyv | Jegyzőkönyv  | Jegyzőkönyv                                         | Jegyzőkönyv  | Jegyzőkönyv                |
| --- | ------------ | --------------------------------------------------- | ------------ | -------------------------- |
| | Zak Nothling | Kapusok                                             | Matthew Ezzy | Játékvezető: Lehel Gergely |
| \| \| 0–1 \| 27:17 – N. Walker (V. Stransky, L. Thilthorpe) \| \| \| 0–2 \| 36:09 – J. Hughes (M. Rummukainen, L. Webster) (PP) \| |              |                                                     |              | Játékvezető: Lehel Gergely |
| 10 perc | Büntetések   | 8 perc                                              |              | Játékvezető: Lehel Gergely |
| 22 | Lövések      | 40                                                  |              | Játékvezető: Lehel Gergely |
| | 0–1          | 27:17 – N. Walker (V. Stransky, L. Thilthorpe)      |              | Játékvezető: Lehel Gergely |
| | 0–2          | 36:09 – J. Hughes (M. Rummukainen, L. Webster) (PP) |              | Játékvezető: Lehel Gergely |

| 2011. április 10. 12:10 | Belgium | 5–0* | Észak-Korea | Melbourne Ice House, Melbourne |

|  |  |  |  |  |
|  |  |  |  |  |
|  |  |  |  |  |
|  |  |  |  |  |

| 2011. április 10. 15:45 | Új-Zéland | 5–0 (1–0, 2–0, 2–0) | Mexikó | Melbourne Ice House, Melbourne Nézőszám: 531 |

| Jegyzőkönyv | Jegyzőkönyv | Jegyzőkönyv | Jegyzőkönyv     | Jegyzőkönyv              |
| --- | ----------- | ----------- | --------------- | ------------------------ |
| | Rick Parry  | Kapusok     | Alfonso de Alba | Játékvezető: Peter Gebei |
| \| C. Eaden (M. Oak), P. Heyd) (PP) – 17:32 \| 1–0 \| \| \| I. Wannamaker (B. Lee), B. Speirs) – 22:34 \| 2–0 \| \| \| B. Speirs (B. Lee) – 30:47 \| 3–0 \| \| \| A. Cox (J. Hay) – 56:38 \| 4–0 \| \| \| P. Heyd (C. Eaden) – 58:51 \| 5–0 \| \| |             |             |                 | Játékvezető: Peter Gebei |
| 8 perc | Büntetések  | 8 perc      |                 | Játékvezető: Peter Gebei |
| 39 | Lövések     | 16          |                 | Játékvezető: Peter Gebei |
| C. Eaden (M. Oak), P. Heyd) (PP) – 17:32 | 1–0         |             |                 | Játékvezető: Peter Gebei |
| I. Wannamaker (B. Lee), B. Speirs) – 22:34 | 2–0         |             |                 | Játékvezető: Peter Gebei |
| B. Speirs (B. Lee) – 30:47 | 3–0         |             |                 | Játékvezető: Peter Gebei |
| A. Cox (J. Hay) – 56:38 | 4–0         |             |                 |                          |
| P. Heyd (C. Eaden) – 58:51 | 5–0         |             |                 |                          |

| 2011. április 10. 19:15 | Szerbia | 2–4 (1–2, 0–1, 1–1) | Ausztrália | Melbourne Ice House, Melbourne Nézőszám: 1550 |

| Jegyzőkönyv | Jegyzőkönyv                     | Jegyzőkönyv                               | Jegyzőkönyv  | Jegyzőkönyv                 |
| --- | ------------------------------- | ----------------------------------------- | ------------ | --------------------------- |
| | Arsenije Rankovic Milan Lukovic | Kapusok                                   | Matthew Ezzy | Játékvezető: Jari Leppäalho |
| \| N. Raković (B. Mamić) (PP) – 07:48 \| 1–0 \| \| \| \| 1–1 \| 07:57 – G. Oddy (V. Stransky) \| \| \| 1–2 \| 11:57 – D. Upton \| \| \| 1–3 \| 26:43 – J. Hughes (T. Powell, L. Webster) \| \| M. Kovačević (N. Vučurević) (SH) – 41:07 \| 2–3 \| \| \| \| 2–4 \| 58:33 – L. Webster (N. Walker, J. Hughes) \| |                                 |                                           |              | Játékvezető: Jari Leppäalho |
| 10 perc | Büntetések                      | 14 perc                                   |              | Játékvezető: Jari Leppäalho |
| 44 | Lövések                         | 21                                        |              | Játékvezető: Jari Leppäalho |
| N. Raković (B. Mamić) (PP) – 07:48 | 1–0                             |                                           |              | Játékvezető: Jari Leppäalho |
| | 1–1                             | 07:57 – G. Oddy (V. Stransky)             |              | Játékvezető: Jari Leppäalho |
| | 1–2                             | 11:57 – D. Upton                          |              | Játékvezető: Jari Leppäalho |
| | 1–3                             | 26:43 – J. Hughes (T. Powell, L. Webster) |              |                             |
| M. Kovačević (N. Vučurević) (SH) – 41:07 | 2–3                             |                                           |              |                             |
| | 2–4                             | 58:33 – L. Webster (N. Walker, J. Hughes) |              |                             |

### B csoport
| Nemzet       | M | Gy | HGy | HV | V | G+ | G- | Gk  | P  |
| ------------ | - | -- | --- | -- | - | -- | -- | --- | -- |
| Románia      | 5 | 5  | 0   | 0  | 0 | 47 | 8  | +39 | 15 |
| Horvátország | 5 | 4  | 0   | 0  | 1 | 53 | 10 | +43 | 12 |
| Izland       | 5 | 3  | 0   | 0  | 2 | 24 | 18 | +6  | 9  |
| Kína         | 5 | 2  | 0   | 0  | 3 | 26 | 25 | +1  | 6  |
| Bulgária     | 5 | 1  | 0   | 0  | 4 | 17 | 42 | −25 | 3  |
| Írország     | 5 | 0  | 0   | 0  | 5 | 4  | 68 | −64 | 0  |

| 2011. április 10. 13:00 | Románia | 9–4 (5–1, 1–2, 3–1) | Kína | Dom Sportova Nézőszám: 100 |

| Jegyzőkönyv | Jegyzőkönyv            | Jegyzőkönyv                       | Jegyzőkönyv         | Jegyzőkönyv                   |
| --- | ---------------------- | --------------------------------- | ------------------- | ----------------------------- |
| | Adrian Catrinoi Cornea | Kapusok                           | Liu Zhiwei Xie Ming | Játékvezető: Tommy Soestumoen |
| \| E. Mihály (T. Basilidesz, I. Nagy) (SH) – 04:37 \| 1–0 \| \| \| T. Becze (M. Petres, E. Moldován) – 07:41 \| 2–0 \| \| \| Z. Antal – 08:23 \| 3–0 \| \| \| O. Bíró (R. Gliga, E. Moldován) – 13:08 \| 4–0 \| \| \| \| 4–1 \| 18:54 – Cui Z. \| \| C. Virág (I. Nagy) – 19:04 \| 5–1 \| \| \| \| 5–2 \| 25:36 – Zhang W. (Qu Y.) (SH) \| \| Z. Molnár (C. Virág, Z. Antal) – 29:20 \| 6–2 \| \| \| \| 6–3 \| 29:46 – Zhang W. (Li J., Wang D.) \| \| A. Góga (O. Bíró, Z. Antal) (SH) – 45:49 \| 7–3 \| \| \| \| 7–4 \| 50:12 – Fu N. (PP) \| \| O. Bíró (E. Moldován, M. Petres) – 54:45 \| 8–4 \| \| \| S. Papp (I. Nagy, Z. Antal) (PP) – 55:21 \| 9–4 \| \| |                        |                                   |                     | Játékvezető: Tommy Soestumoen |
| 18 perc | Büntetések             | 24 perc                           |                     | Játékvezető: Tommy Soestumoen |
| 42 | Lövések                | 28                                |                     | Játékvezető: Tommy Soestumoen |
| E. Mihály (T. Basilidesz, I. Nagy) (SH) – 04:37 | 1–0                    |                                   |                     | Játékvezető: Tommy Soestumoen |
| T. Becze (M. Petres, E. Moldován) – 07:41 | 2–0                    |                                   |                     | Játékvezető: Tommy Soestumoen |
| Z. Antal – 08:23 | 3–0                    |                                   |                     | Játékvezető: Tommy Soestumoen |
| O. Bíró (R. Gliga, E. Moldován) – 13:08 | 4–0                    |                                   |                     |                               |
| | 4–1                    | 18:54 – Cui Z.                    |                     |                               |
| C. Virág (I. Nagy) – 19:04 | 5–1                    |                                   |                     |                               |
| | 5–2                    | 25:36 – Zhang W. (Qu Y.) (SH)     |                     |                               |
| Z. Molnár (C. Virág, Z. Antal) – 29:20 | 6–2                    |                                   |                     |                               |
| | 6–3                    | 29:46 – Zhang W. (Li J., Wang D.) |                     |                               |
| A. Góga (O. Bíró, Z. Antal) (SH) – 45:49 | 7–3                    |                                   |                     |                               |
| | 7–4                    | 50:12 – Fu N. (PP)                |                     |                               |
| O. Bíró (E. Moldován, M. Petres) – 54:45 | 8–4                    |                                   |                     |                               |
| S. Papp (I. Nagy, Z. Antal) (PP) – 55:21 | 9–4                    |                                   |                     |                               |

| 2011. április 10. 16:30 | Írország | 0–6 (0–2, 0–4, 0–0) | Bulgária | Dom Sportova Nézőszám: 120 |

| Jegyzőkönyv | Jegyzőkönyv             | Jegyzőkönyv                                         | Jegyzőkönyv         | Jegyzőkönyv                |
| --- | ----------------------- | --------------------------------------------------- | ------------------- | -------------------------- |
| | Kevin Kelly Adam Pepper | Kapusok                                             | Konstantin Mihaylov | Játékvezető: Daniel Gamper |
| \| \| 0–1 \| 05:55 – M. Boyadjiev (C. Cvetanov, M. Giurov) (PP) \| \| \| 0–2 \| 14:12 – S. Muhachev (R. Morgunov) \| \| \| 0–3 \| 23:17 – M. Milanov (M. Boyadjiev, S. Muhachev) (SH) \| \| \| 0–4 \| 23:43 – M. Milanov (R. Asenov, S. Muhachev) (SH) \| \| \| 0–5 \| 28:27 – A. Yotov (M. Boyadjiev, C. Cvetanov) \| \| \| 0–6 \| 33:45 – A. Yotov (C. Cvetanov, M. Giurov) \| |                         |                                                     |                     | Játékvezető: Daniel Gamper |
| 16 perc | Büntetések              | 10 perc                                             |                     | Játékvezető: Daniel Gamper |
| 20 | Lövések                 | 52                                                  |                     | Játékvezető: Daniel Gamper |
| | 0–1                     | 05:55 – M. Boyadjiev (C. Cvetanov, M. Giurov) (PP)  |                     | Játékvezető: Daniel Gamper |
| | 0–2                     | 14:12 – S. Muhachev (R. Morgunov)                   |                     | Játékvezető: Daniel Gamper |
| | 0–3                     | 23:17 – M. Milanov (M. Boyadjiev, S. Muhachev) (SH) |                     | Játékvezető: Daniel Gamper |
| | 0–4                     | 23:43 – M. Milanov (R. Asenov, S. Muhachev) (SH)    |                     |                            |
| | 0–5                     | 28:27 – A. Yotov (M. Boyadjiev, C. Cvetanov)        |                     |                            |
| | 0–6                     | 33:45 – A. Yotov (C. Cvetanov, M. Giurov)           |                     |                            |

| 2011. április 10. 20:15 | Izland | 0–9 (0–3, 0–3, 0–3) | Horvátország | Dom Sportova Nézőszám: 3000 |

| Jegyzőkönyv | Jegyzőkönyv                   | Jegyzőkönyv                                         | Jegyzőkönyv      | Jegyzőkönyv                 |
| --- | ----------------------------- | --------------------------------------------------- | ---------------- | --------------------------- |
| | Dennis Hedstrom Omar Skúlason | Kapusok                                             | Mate Tomljenović | Játékvezető: Robert Mullner |
| \| \| 0–1 \| 11:31 – D. Kanaet (M. Blagus, M. Brumerčik) (PP) \| \| \| 0–2 \| 15:38 – M. Lovrenčić (M. Ljubić, M. Brumerčik) (PP) \| \| \| 0–3 \| 19:15 – V. Žibret (K. Svigir) (PP) \| \| \| 0–4 \| 21:02 – B. Rendulić (M. Blagus, D. Kanaet) \| \| \| 0–5 \| 22:54 – M. Lovrenčić (M. Tadić) (PP) \| \| \| 0–6 \| 36:20 – J. Kučera (M. Lovrenčić, M. Tadić) (PP) \| \| \| 0–7 \| 46:46 – M. Lovrenčić \| \| \| 0–8 \| 49:59 – M. Blagus (B. Rendulić, M. Brumerčik) (PP) \| \| \| 0–9 \| 59:56 – M. Blagus (M. Tadić) \| |                               |                                                     |                  | Játékvezető: Robert Mullner |
| 22 perc | Büntetések                    | 14 perc                                             |                  | Játékvezető: Robert Mullner |
| 12 | Lövések                       | 53                                                  |                  | Játékvezető: Robert Mullner |
| | 0–1                           | 11:31 – D. Kanaet (M. Blagus, M. Brumerčik) (PP)    |                  | Játékvezető: Robert Mullner |
| | 0–2                           | 15:38 – M. Lovrenčić (M. Ljubić, M. Brumerčik) (PP) |                  | Játékvezető: Robert Mullner |
| | 0–3                           | 19:15 – V. Žibret (K. Svigir) (PP)                  |                  | Játékvezető: Robert Mullner |
| | 0–4                           | 21:02 – B. Rendulić (M. Blagus, D. Kanaet)          |                  |                             |
| | 0–5                           | 22:54 – M. Lovrenčić (M. Tadić) (PP)                |                  |                             |
| | 0–6                           | 36:20 – J. Kučera (M. Lovrenčić, M. Tadić) (PP)     |                  |                             |
| | 0–7                           | 46:46 – M. Lovrenčić                                |                  |                             |
| | 0–8                           | 49:59 – M. Blagus (B. Rendulić, M. Brumerčik) (PP)  |                  |                             |
| | 0–9                           | 59:56 – M. Blagus (M. Tadić)                        |                  |                             |

| 2011. április 11. 13:00 | Kína | 5–0 (0–0, 2–0, 3–0) | Írország | Dom Sportova Nézőszám: 80 |

| Jegyzőkönyv | Jegyzőkönyv | Jegyzőkönyv | Jegyzőkönyv | Jegyzőkönyv                      |
| --- | ----------- | ----------- | ----------- | -------------------------------- |
| | Xie Ming    | Kapusok     | Adam Pepper | Játékvezető: Marczuk Wlodzimierz |
| \| Zhang H. – 25:19 \| 1–0 \| \| \| Li J. (Zhang W., Qu Y.) (PP) – 31:30 \| 2–0 \| \| \| Zhang W. (Dong Z.) (PP) – 43:42 \| 3–0 \| \| \| Zhang H. (Qu Y.) (PP) – 45:16 \| 4–0 \| \| \| Zhang W. (Wang D.) (PP) – 58:38 \| 5–0 \| \| |             |             |             | Játékvezető: Marczuk Wlodzimierz |
| 24 perc | Büntetések  | 14 perc     |             | Játékvezető: Marczuk Wlodzimierz |
| 58 | Lövések     | 16          |             | Játékvezető: Marczuk Wlodzimierz |
| Zhang H. – 25:19 | 1–0         |             |             | Játékvezető: Marczuk Wlodzimierz |
| Li J. (Zhang W., Qu Y.) (PP) – 31:30 | 2–0         |             |             | Játékvezető: Marczuk Wlodzimierz |
| Zhang W. (Dong Z.) (PP) – 43:42 | 3–0         |             |             | Játékvezető: Marczuk Wlodzimierz |
| Zhang H. (Qu Y.) (PP) – 45:16 | 4–0         |             |             |                                  |
| Zhang W. (Wang D.) (PP) – 58:38 | 5–0         |             |             |                                  |

| 2011. április 11. 16:30 | Románia | 4–2 (0–1, 2–1, 2–0) | Izland | Dom Sportova Nézőszám: 85 |

| Jegyzőkönyv | Jegyzőkönyv            | Jegyzőkönyv                                            | Jegyzőkönyv     | Jegyzőkönyv                |
| --- | ---------------------- | ------------------------------------------------------ | --------------- | -------------------------- |
| | Adrian Catrinoi Cornea | Kapusok                                                | Dennis Hedstrom | Játékvezető: Daniel Gamper |
| \| \| 0–1 \| 03:08 – R. Hedström (E. Thormodsson, E. Alengaard) \| \| \| 0–2 \| 20:37 – E. Alengaard (S. Hrafnsson, R. Hedström) (PP2) \| \| Z. Molnár (C. Virág) (SH) – 27:42 \| 1–2 \| \| \| S. Papp (C. Virág, A. Zsombor) (PP) – 33:19 \| 2–2 \| \| \| O. Bíró (M. Petres, J. Adorján) (PP) – 45:02 \| 3–2 \| \| \| E. Moldován (M. Petres, O. Bíró) (ENG) – 59:18 \| 4–2 \| \| |                        |                                                        |                 | Játékvezető: Daniel Gamper |
| 18 perc | Büntetések             | 10 perc                                                |                 | Játékvezető: Daniel Gamper |
| 48 | Lövések                | 18                                                     |                 | Játékvezető: Daniel Gamper |
| | 0–1                    | 03:08 – R. Hedström (E. Thormodsson, E. Alengaard)     |                 | Játékvezető: Daniel Gamper |
| | 0–2                    | 20:37 – E. Alengaard (S. Hrafnsson, R. Hedström) (PP2) |                 | Játékvezető: Daniel Gamper |
| Z. Molnár (C. Virág) (SH) – 27:42 | 1–2                    |                                                        |                 | Játékvezető: Daniel Gamper |
| S. Papp (C. Virág, A. Zsombor) (PP) – 33:19 | 2–2                    |                                                        |                 |                            |
| O. Bíró (M. Petres, J. Adorján) (PP) – 45:02 | 3–2                    |                                                        |                 |                            |
| E. Moldován (M. Petres, O. Bíró) (ENG) – 59:18 | 4–2                    |                                                        |                 |                            |

| 2011. április 11. 20:15 | Horvátország | 17–2 (4–0, 9–1, 4–1) | Bulgária | Dom Sportova Nézőszám: 1000 |

| Jegyzőkönyv | Jegyzőkönyv                      | Jegyzőkönyv                   | Jegyzőkönyv                       | Jegyzőkönyv                   |
| --- | -------------------------------- | ----------------------------- | --------------------------------- | ----------------------------- |
| | Mate Tomljenović Tihomir Filipec | Kapusok                       | Konstantin Mihaylov Teodor Asenov | Játékvezető: Tommy Soestumoen |
| \| B. Rendulić (D. Kanaet, M. Blagus) – 01:12 \| 1–0 \| \| \| T. Grozaj (M. Smerdelj, N. Senzel) – 08:29 \| 2–0 \| \| \| T. Čunko (M. Brumerčik, M. Ljubić) (PP) – 14:29 \| 3–0 \| \| \| T. Čunko (M. Lovrenčić) – 18:58 \| 4–0 \| \| \| M. Lovrenčić (T. Čunko, I. Šijan) (PP2) – 20:48 \| 5–0 \| \| \| D. Plahutar (N. Senzel, K. Svigir) (PP) – 22:41 \| 6–0 \| \| \| \| 6–1 \| 23:04 – S. Georgiev \| \| M. Ljubić (M. Lovrenčić, J. Kučera) – 23:49 \| 7–1 \| \| \| B. Rendulić (M. Sertić, D. Kanaet) – 24:16 \| 8–1 \| \| \| M. Blagus (D. Kanaet, N. Senzel) – 24:42 \| 9–1 \| \| \| M. Blagus (B. Rendulić, D. Kanaet) (PP) – 28:49 \| 10–1 \| \| \| M. Lovrenčić (M. Ljubić) – 31:15 \| 11–1 \| \| \| M. Lovrenčić (T. Čunko) (PP) – 35:11 \| 12–1 \| \| \| M. Brumerčik (T. Grozaj, M. Sertić) (PP) – 39:03 \| 13–1 \| \| \| D. Plahutar (N. Senzel, V. Žibret) – 49:06 \| 14–1 \| \| \| N. Senzel (M. Lovrenčić, M. Brumerčik) – 56:22 \| 15–1 \| \| \| D. Kanaet (B. Rendulić, M. Ljubić) – 57:30 \| 16–1 \| \| \| B. Rendulić (D. Kanaet) – 58:35 \| 17–1 \| \| \| \| 17–2 \| 59:40 – A. Yotov (V. Vasilev) \| |                                  |                               |                                   | Játékvezető: Tommy Soestumoen |
| 6 perc | Büntetések                       | 22 perc                       |                                   | Játékvezető: Tommy Soestumoen |
| 103 | Lövések                          | 14                            |                                   | Játékvezető: Tommy Soestumoen |
| B. Rendulić (D. Kanaet, M. Blagus) – 01:12 | 1–0                              |                               |                                   | Játékvezető: Tommy Soestumoen |
| T. Grozaj (M. Smerdelj, N. Senzel) – 08:29 | 2–0                              |                               |                                   | Játékvezető: Tommy Soestumoen |
| T. Čunko (M. Brumerčik, M. Ljubić) (PP) – 14:29 | 3–0                              |                               |                                   | Játékvezető: Tommy Soestumoen |
| T. Čunko (M. Lovrenčić) – 18:58 | 4–0                              |                               |                                   |                               |
| M. Lovrenčić (T. Čunko, I. Šijan) (PP2) – 20:48 | 5–0                              |                               |                                   |                               |
| D. Plahutar (N. Senzel, K. Svigir) (PP) – 22:41 | 6–0                              |                               |                                   |                               |
| | 6–1                              | 23:04 – S. Georgiev           |                                   |                               |
| M. Ljubić (M. Lovrenčić, J. Kučera) – 23:49 | 7–1                              |                               |                                   |                               |
| B. Rendulić (M. Sertić, D. Kanaet) – 24:16 | 8–1                              |                               |                                   |                               |
| M. Blagus (D. Kanaet, N. Senzel) – 24:42 | 9–1                              |                               |                                   |                               |
| M. Blagus (B. Rendulić, D. Kanaet) (PP) – 28:49 | 10–1                             |                               |                                   |                               |
| M. Lovrenčić (M. Ljubić) – 31:15 | 11–1                             |                               |                                   |                               |
| M. Lovrenčić (T. Čunko) (PP) – 35:11 | 12–1                             |                               |                                   |                               |
| M. Brumerčik (T. Grozaj, M. Sertić) (PP) – 39:03 | 13–1                             |                               |                                   |                               |
| D. Plahutar (N. Senzel, V. Žibret) – 49:06 | 14–1                             |                               |                                   |                               |
| N. Senzel (M. Lovrenčić, M. Brumerčik) – 56:22 | 15–1                             |                               |                                   |                               |
| D. Kanaet (B. Rendulić, M. Ljubić) – 57:30 | 16–1                             |                               |                                   |                               |
| B. Rendulić (D. Kanaet) – 58:35 | 17–1                             |                               |                                   |                               |
| | 17–2                             | 59:40 – A. Yotov (V. Vasilev) |                                   |                               |

| 2011. április 13. 13:00 | Izland | 3–2 (0–0, 3–0, 0–2) | Bulgária | Dom Sportova Nézőszám: 60 |

| Jegyzőkönyv | Jegyzőkönyv     | Jegyzőkönyv                                         | Jegyzőkönyv         | Jegyzőkönyv                   |
| --- | --------------- | --------------------------------------------------- | ------------------- | ----------------------------- |
| | Dennis Hedstrom | Kapusok                                             | Konstantin Mihaylov | Játékvezető: Tommy Soestumoen |
| \| O. Björnsson (U. Andresson, P. Maack) – 26:57 \| 1–0 \| \| \| E. Thormodsson (B. Arnason, E. Alengaard) (PP) – 35:26 \| 2–0 \| \| \| E. Thormodsson (E. Alengaard, B. Arnason) – 38:55 \| 3–0 \| \| \| \| 3–1 \| 46:49 – A. Yotov (C. Cvetanov, M. Giurov) \| \| \| 3–2 \| 48:47 – S. Muhachev (M. Boyadjiev, V. Vasilev) (PP) \| |                 |                                                     |                     | Játékvezető: Tommy Soestumoen |
| 6 perc | Büntetések      | 12 perc                                             |                     | Játékvezető: Tommy Soestumoen |
| 31 | Lövések         | 22                                                  |                     | Játékvezető: Tommy Soestumoen |
| O. Björnsson (U. Andresson, P. Maack) – 26:57 | 1–0             |                                                     |                     | Játékvezető: Tommy Soestumoen |
| E. Thormodsson (B. Arnason, E. Alengaard) (PP) – 35:26 | 2–0             |                                                     |                     | Játékvezető: Tommy Soestumoen |
| E. Thormodsson (E. Alengaard, B. Arnason) – 38:55 | 3–0             |                                                     |                     | Játékvezető: Tommy Soestumoen |
| | 3–1             | 46:49 – A. Yotov (C. Cvetanov, M. Giurov)           |                     |                               |
| | 3–2             | 48:47 – S. Muhachev (M. Boyadjiev, V. Vasilev) (PP) |                     |                               |

| 2011. április 13. 16:30 | Románia | 22–0 (6–0, 8–0, 8–0) | Írország | Dom Sportova Nézőszám: 80 |

| Jegyzőkönyv | Jegyzőkönyv                          | Jegyzőkönyv | Jegyzőkönyv             | Jegyzőkönyv                 |
| --- | ------------------------------------ | ----------- | ----------------------- | --------------------------- |
| | Adrian Catrinoi Cornea Rajmond Fulop | Kapusok     | Adam Pepper Kevin Kelly | Játékvezető: Robert Mullner |
| \| O. Bíró (Z. Pál) – 00:24 \| 1–0 \| \| \| R. Gliga (S. Papp, E. Moldovan) – 03:11 \| 2–0 \| \| \| J. Adorján (Z. Antal, C. Virág) – 05:46 (PP) \| 3–0 \| \| \| Y. Pysarenko (T. Becze) – 12:16 \| 4–0 \| \| \| S. Papp (I. Nagy) – 12:30 \| 5–0 \| \| \| C. Virág (Z. Molnár, Z. Antal) – 16:27 \| 6–0 \| \| \| E. Kósa (Y. Pysarenko, Z. Pál) – 20:22 (PP) \| 7–0 \| \| \| L. Péter (Z. Bálint, Y. Pysarenko) – 24:25 \| 8–0 \| \| \| I. Nagy (R. Gliga, L. Péter) – 30:48 \| 9–0 \| \| \| S. Papp (R. Gliga, L. Péter) – 31:32 \| 10–0 \| \| \| E. Kósa (C. Virág, Z. Antal) – 34:03 \| 11–0 \| \| \| T. Becze (I. Nagy, T. Basilidesz) – 34:40 \| 12–0 \| \| \| T. Becze (S. Papp) – 35:25 \| 13–0 \| \| \| Z. Bálint (R. Gliga) – 36:22 \| 14–0 \| \| \| Z. Bálint (I. Nagy, L. Péter) – 41:44 \| 15–0 \| \| \| Z. Molnár (Z. Antal, A. Góga) – 42:47 \| 16–0 \| \| \| T. Becze (L. Péter, A. Góga) – 46:09 \| 17–0 \| \| \| A. Góga (E. Moldovan) (SH) – 48:40 \| 18–0 \| \| \| I. Nagy (A. Góga, J. Adorján) (PP) – 54:18 \| 19–0 \| \| \| T. Becze (T. Basilidesz, E. Mihály) – 56:13 \| 20–0 \| \| \| R. Gliga (Y. Pysarenko, E. Kósa) – 57:40 \| 21–0 \| \| \| E. Moldovan (O. Bíró, A. Góga) – 58:04 \| 22–0 \| \| |                                      |             |                         | Játékvezető: Robert Mullner |
| 10 perc | Büntetések                           | 10 perc     |                         | Játékvezető: Robert Mullner |
| 57 | Lövések                              | 15          |                         | Játékvezető: Robert Mullner |
| O. Bíró (Z. Pál) – 00:24 | 1–0                                  |             |                         | Játékvezető: Robert Mullner |
| R. Gliga (S. Papp, E. Moldovan) – 03:11 | 2–0                                  |             |                         | Játékvezető: Robert Mullner |
| J. Adorján (Z. Antal, C. Virág) – 05:46 (PP) | 3–0                                  |             |                         | Játékvezető: Robert Mullner |
| Y. Pysarenko (T. Becze) – 12:16 | 4–0                                  |             |                         |                             |
| S. Papp (I. Nagy) – 12:30 | 5–0                                  |             |                         |                             |
| C. Virág (Z. Molnár, Z. Antal) – 16:27 | 6–0                                  |             |                         |                             |
| E. Kósa (Y. Pysarenko, Z. Pál) – 20:22 (PP) | 7–0                                  |             |                         |                             |
| L. Péter (Z. Bálint, Y. Pysarenko) – 24:25 | 8–0                                  |             |                         |                             |
| I. Nagy (R. Gliga, L. Péter) – 30:48 | 9–0                                  |             |                         |                             |
| S. Papp (R. Gliga, L. Péter) – 31:32 | 10–0                                 |             |                         |                             |
| E. Kósa (C. Virág, Z. Antal) – 34:03 | 11–0                                 |             |                         |                             |
| T. Becze (I. Nagy, T. Basilidesz) – 34:40 | 12–0                                 |             |                         |                             |
| T. Becze (S. Papp) – 35:25 | 13–0                                 |             |                         |                             |
| Z. Bálint (R. Gliga) – 36:22 | 14–0                                 |             |                         |                             |
| Z. Bálint (I. Nagy, L. Péter) – 41:44 | 15–0                                 |             |                         |                             |
| Z. Molnár (Z. Antal, A. Góga) – 42:47 | 16–0                                 |             |                         |                             |
| T. Becze (L. Péter, A. Góga) – 46:09 | 17–0                                 |             |                         |                             |
| A. Góga (E. Moldovan) (SH) – 48:40 | 18–0                                 |             |                         |                             |
| I. Nagy (A. Góga, J. Adorján) (PP) – 54:18 | 19–0                                 |             |                         |                             |
| T. Becze (T. Basilidesz, E. Mihály) – 56:13 | 20–0                                 |             |                         |                             |
| R. Gliga (Y. Pysarenko, E. Kósa) – 57:40 | 21–0                                 |             |                         |                             |
| E. Moldovan (O. Bíró, A. Góga) – 58:04 | 22–0                                 |             |                         |                             |

| 2011. április 13. 20:15 | Horvátország | 5–2 (1–1, 3–0, 1–1) | Kína | Dom Sportova Nézőszám: 1200 |

| Jegyzőkönyv | Jegyzőkönyv      | Jegyzőkönyv                   | Jegyzőkönyv         | Jegyzőkönyv                      |
| --- | ---------------- | ----------------------------- | ------------------- | -------------------------------- |
| | Mate Tomljenović | Kapusok                       | Xie Ming Liu Zhiwei | Játékvezető: Marczuk Wlodzimierz |
| \| B. Rendulić (D. Kanaet, M. Blagus) – 09:08 (PP) \| 1–0 \| \| \| \| 1–1 \| 19:32 – Liu Y. (PP) \| \| M. Sertić (N. Senzel) – 22:57 \| 2–1 \| \| \| B. Rendulić (D. Kanaet) – 32:56 \| 3–1 \| \| \| K. Svigir (J. Kučera) – 39:16 \| 4–1 \| \| \| \| 4–2 \| 40:40 – Zhang W. (Qu Y.) (PP) \| \| D. Kanaet (M. Lovrenčić) – 59:31 (SH, ENG) \| 5–2 \| \| |                  |                               |                     | Játékvezető: Marczuk Wlodzimierz |
| 18 perc | Büntetések       | 20 perc                       |                     | Játékvezető: Marczuk Wlodzimierz |
| 48 | Lövések          | 18                            |                     | Játékvezető: Marczuk Wlodzimierz |
| B. Rendulić (D. Kanaet, M. Blagus) – 09:08 (PP) | 1–0              |                               |                     | Játékvezető: Marczuk Wlodzimierz |
| | 1–1              | 19:32 – Liu Y. (PP)           |                     | Játékvezető: Marczuk Wlodzimierz |
| M. Sertić (N. Senzel) – 22:57 | 2–1              |                               |                     | Játékvezető: Marczuk Wlodzimierz |
| B. Rendulić (D. Kanaet) – 32:56 | 3–1              |                               |                     |                                  |
| K. Svigir (J. Kučera) – 39:16 | 4–1              |                               |                     |                                  |
| | 4–2              | 40:40 – Zhang W. (Qu Y.) (PP) |                     |                                  |
| D. Kanaet (M. Lovrenčić) – 59:31 (SH, ENG) | 5–2              |                               |                     |                                  |

| 2011. április 15. 13:00 | Bulgária | 1–10 (0–3, 1–5, 0–2) | Románia | Dom Sportova Nézőszám: 40 |

| Jegyzőkönyv | Jegyzőkönyv                       | Jegyzőkönyv                                  | Jegyzőkönyv                          | Jegyzőkönyv                 |
| --- | --------------------------------- | -------------------------------------------- | ------------------------------------ | --------------------------- |
| | Konstantin Mihaylov Teodor Asenov | Kapusok                                      | Adrian Catrinoi Cornea Rajmond Fülöp | Játékvezető: Robert Mullner |
| \| \| 0–1 \| 03:32 – E. Mihály (T. Becze, T. Basilidesz) \| \| \| 0–2 \| 05:10 – Z. Antal (PS) \| \| \| 0–3 \| 12:09 – T. Becze (T. Basilidesz, S. Papp) \| \| \| 0–4 \| 23:47 – Z. Pál (Z. Antal, Z. Molnár) \| \| \| 0–5 \| 27:37 – E. Moldován (R. Gliga, Y. Pysarenko) \| \| \| 0–6 \| 29:04 – S. Papp (Z. Antal, I. Nagy) (PP) \| \| \| 0–7 \| 32:56 – I. Nagy (L. Péter) (PP) \| \| \| 0–8 \| 37:12 – E. Mihály (S. Papp, I. Nagy) (SH) \| \| S. Muhachev (R. Asenov) (PP) – 37:41 \| 1–8 \| \| \| \| 1–9 \| 57:02 – Y. Pysarenko (T. Becze) \| \| \| 1–10 \| 59:21 – Z. Antal (S. Papp, Z. Pál) \| |                                   |                                              |                                      | Játékvezető: Robert Mullner |
| 12 perc | Büntetések                        | 8 perc                                       |                                      | Játékvezető: Robert Mullner |
| 12 | Lövések                           | 70                                           |                                      | Játékvezető: Robert Mullner |
| | 0–1                               | 03:32 – E. Mihály (T. Becze, T. Basilidesz)  |                                      | Játékvezető: Robert Mullner |
| | 0–2                               | 05:10 – Z. Antal (PS)                        |                                      | Játékvezető: Robert Mullner |
| | 0–3                               | 12:09 – T. Becze (T. Basilidesz, S. Papp)    |                                      | Játékvezető: Robert Mullner |
| | 0–4                               | 23:47 – Z. Pál (Z. Antal, Z. Molnár)         |                                      |                             |
| | 0–5                               | 27:37 – E. Moldován (R. Gliga, Y. Pysarenko) |                                      |                             |
| | 0–6                               | 29:04 – S. Papp (Z. Antal, I. Nagy) (PP)     |                                      |                             |
| | 0–7                               | 32:56 – I. Nagy (L. Péter) (PP)              |                                      |                             |
| | 0–8                               | 37:12 – E. Mihály (S. Papp, I. Nagy) (SH)    |                                      |                             |
| S. Muhachev (R. Asenov) (PP) – 37:41 | 1–8                               |                                              |                                      |                             |
| | 1–9                               | 57:02 – Y. Pysarenko (T. Becze)              |                                      |                             |
| | 1–10                              | 59:21 – Z. Antal (S. Papp, Z. Pál)           |                                      |                             |

| 2011. április 15. 16:30 | Kína | 3–5 (1–1, 1–3, 1–1) | Izland | Dom Sportova Nézőszám: 100 |

| Jegyzőkönyv | Jegyzőkönyv | Jegyzőkönyv                                               | Jegyzőkönyv     | Jegyzőkönyv                      |
| --- | ----------- | --------------------------------------------------------- | --------------- | -------------------------------- |
| | Xie Ming    | Kapusok                                                   | Dennis Hedstrom | Játékvezető: Marczuk Wlodzimierz |
| \| \| 0–1 \| 13:32 – U. Andresson (S. Sigurdsson) \| \| Zhang W. (Wang D.) – 16:36 \| 1–1 \| \| \| \| 1–2 \| 25:37 – E. Thormodsson (PP) (E. Alengaard, B. Thordarson) \| \| Zhang W. (Qu Y., Li J.) (PP) – 29:09 \| 2–2 \| \| \| \| 2–3 \| 35:20 – A. Mikaelsson (PP) (J. Gislason, B. Thordarson) \| \| \| 2–4 \| 38:09 – E. Thormodsson (E. Alengaard) (PP) \| \| Lang B. (Cui Z.) – 40:49 \| 3–4 \| \| \| \| 3–5 \| 53:13 – J. Gislason (R. Hedström) \| |             |                                                           |                 | Játékvezető: Marczuk Wlodzimierz |
| 16 perc | Büntetések  | 12 perc                                                   |                 | Játékvezető: Marczuk Wlodzimierz |
| 28 | Lövések     | 27                                                        |                 | Játékvezető: Marczuk Wlodzimierz |
| | 0–1         | 13:32 – U. Andresson (S. Sigurdsson)                      |                 | Játékvezető: Marczuk Wlodzimierz |
| Zhang W. (Wang D.) – 16:36 | 1–1         |                                                           |                 | Játékvezető: Marczuk Wlodzimierz |
| | 1–2         | 25:37 – E. Thormodsson (PP) (E. Alengaard, B. Thordarson) |                 | Játékvezető: Marczuk Wlodzimierz |
| Zhang W. (Qu Y., Li J.) (PP) – 29:09 | 2–2         |                                                           |                 |                                  |
| | 2–3         | 35:20 – A. Mikaelsson (PP) (J. Gislason, B. Thordarson)   |                 |                                  |
| | 2–4         | 38:09 – E. Thormodsson (E. Alengaard) (PP)                |                 |                                  |
| Lang B. (Cui Z.) – 40:49 | 3–4         |                                                           |                 |                                  |
| | 3–5         | 53:13 – J. Gislason (R. Hedström)                         |                 |                                  |

| 2011. április 15. 20:15 | Írország | 4–21 (1–7, 0–6, 3–8) | Horvátország | Dom Sportova Nézőszám: 850 |

| Jegyzőkönyv | Jegyzőkönyv             | Jegyzőkönyv                                       | Jegyzőkönyv     | Jegyzőkönyv                |
| --- | ----------------------- | ------------------------------------------------- | --------------- | -------------------------- |
| | Kevin Kelly Adam Pepper | Kapusok                                           | Tihomir Filipec | Játékvezető: Daniel Gamper |
| \| \| 0–1 \| 02:56 – T. Čunko (M. Smerdelj, M. Čunko) (PP) \| \| \| 0–2 \| 03:42 – M. Novak (M. Tadić, M. Lovrenčić) \| \| \| 0–3 \| 06:06 – S. Belić (T. Grozaj, V. Žibret) \| \| \| 0–4 \| 07:02 – M. Lovrenčić (M. Novak, J. Kučera) \| \| \| 0–5 \| 07:17 – M. Brumerčik (M. Lovrenčić, M. Novak) \| \| D. Morrison (S. Dooley, G. Roberts) (PP) – 14:56 \| 1–5 \| \| \| \| 1–6 \| 17:45 – V. Žibret (T. Grozaj, K. Svigir) \| \| \| 1–7 \| 19:56 – D. Kanaet (B. Rendulić, N. Senzel) (PP) \| \| \| 1–8 \| 27:05 – D. Kanaet (M. Blagus, B. Rendulić) \| \| \| 1–9 \| 30:56 – M. Lovrenčić (M. Novak, J. Kučera) (PP) \| \| \| 1–10 \| 32:12 – M. Ljubić (M. Blagus, B. Rendulić) \| \| \| 1–11 \| 33:33 – V. Žibret (K. Svigir, M. Sertić) \| \| \| 1–12 \| 35:41 – M. Smerdelj (I. Šijan, T. Čunko) (PP) \| \| \| 1–13 \| 37:44 – D. Kanaet (M. Ljubić, B. Rendulić) (PP) \| \| \| 1–14 \| 40:14 – M. Novak (J. Kučera, M. Lovrenčić) \| \| G. Roberts (D. Morrison, S. Dooley) (SH) – 42:58 \| 2–14 \| \| \| \| 2–15 \| 40:14 – T. Čunko (M. Čunko, N. Senzel) (PP) \| \| \| 2–16 \| 47:37 – K. Svigir (M. Brumerčik, M. Ljubić) (SH) \| \| \| 2–17 \| 49:33 – T. Grozaj (M. Čunko, M. Lovrenčić) \| \| S. Dooley (S. Hamill, M. Morrison) (PP) – 50:47 \| 3–17 \| \| \| \| 3–18 \| 51:02 – V. Žibret (T. Grozaj, K. Svigir) \| \| \| 3–19 \| 54:31 – B. Rendulić (S. Belić, M. Lovrenčić) (PP) \| \| M. Morrison (J. McCrainor, G. Roberts) – 56:02 \| 4–19 \| \| \| \| 4–20 \| 58:48 – K. Svigir (B. Rendulić, M. Sertić) \| \| \| 4–21 \| 59:07 – D. Kanaet (K. Svigir, S. Belić) \| |                         |                                                   |                 | Játékvezető: Daniel Gamper |
| 20 perc | Büntetések              | 12 perc                                           |                 | Játékvezető: Daniel Gamper |
| 8 | Lövések                 | 65                                                |                 | Játékvezető: Daniel Gamper |
| | 0–1                     | 02:56 – T. Čunko (M. Smerdelj, M. Čunko) (PP)     |                 | Játékvezető: Daniel Gamper |
| | 0–2                     | 03:42 – M. Novak (M. Tadić, M. Lovrenčić)         |                 | Játékvezető: Daniel Gamper |
| | 0–3                     | 06:06 – S. Belić (T. Grozaj, V. Žibret)           |                 | Játékvezető: Daniel Gamper |
| | 0–4                     | 07:02 – M. Lovrenčić (M. Novak, J. Kučera)        |                 |                            |
| | 0–5                     | 07:17 – M. Brumerčik (M. Lovrenčić, M. Novak)     |                 |                            |
| D. Morrison (S. Dooley, G. Roberts) (PP) – 14:56 | 1–5                     |                                                   |                 |                            |
| | 1–6                     | 17:45 – V. Žibret (T. Grozaj, K. Svigir)          |                 |                            |
| | 1–7                     | 19:56 – D. Kanaet (B. Rendulić, N. Senzel) (PP)   |                 |                            |
| | 1–8                     | 27:05 – D. Kanaet (M. Blagus, B. Rendulić)        |                 |                            |
| | 1–9                     | 30:56 – M. Lovrenčić (M. Novak, J. Kučera) (PP)   |                 |                            |
| | 1–10                    | 32:12 – M. Ljubić (M. Blagus, B. Rendulić)        |                 |                            |
| | 1–11                    | 33:33 – V. Žibret (K. Svigir, M. Sertić)          |                 |                            |
| | 1–12                    | 35:41 – M. Smerdelj (I. Šijan, T. Čunko) (PP)     |                 |                            |
| | 1–13                    | 37:44 – D. Kanaet (M. Ljubić, B. Rendulić) (PP)   |                 |                            |
| | 1–14                    | 40:14 – M. Novak (J. Kučera, M. Lovrenčić)        |                 |                            |
| G. Roberts (D. Morrison, S. Dooley) (SH) – 42:58 | 2–14                    |                                                   |                 |                            |
| | 2–15                    | 40:14 – T. Čunko (M. Čunko, N. Senzel) (PP)       |                 |                            |
| | 2–16                    | 47:37 – K. Svigir (M. Brumerčik, M. Ljubić) (SH)  |                 |                            |
| | 2–17                    | 49:33 – T. Grozaj (M. Čunko, M. Lovrenčić)        |                 |                            |
| S. Dooley (S. Hamill, M. Morrison) (PP) – 50:47 | 3–17                    |                                                   |                 |                            |
| | 3–18                    | 51:02 – V. Žibret (T. Grozaj, K. Svigir)          |                 |                            |
| | 3–19                    | 54:31 – B. Rendulić (S. Belić, M. Lovrenčić) (PP) |                 |                            |
| M. Morrison (J. McCrainor, G. Roberts) – 56:02 | 4–19                    |                                                   |                 |                            |
| | 4–20                    | 58:48 – K. Svigir (B. Rendulić, M. Sertić)        |                 |                            |
| | 4–21                    | 59:07 – D. Kanaet (K. Svigir, S. Belić)           |                 |                            |

| 2011. április 16. 13:00 | Bulgária | 6–12 (0–2, 4–5, 2–5) | Kína | Dom Sportova Nézőszám: 70 |

| Jegyzőkönyv | Jegyzőkönyv                       | Jegyzőkönyv                            | Jegyzőkönyv | Jegyzőkönyv                |
| --- | --------------------------------- | -------------------------------------- | ----------- | -------------------------- |
| | Konstantin Mihaylov Teodor Asenov | Kapusok                                | Liu Zhiwei  | Játékvezető: Daniel Gamper |
| \| \| 0–1 \| 07:31 – Liu Y. (Liu W., Hu T.) \| \| \| 0–2 \| 11:55 – Cui Z. (Lang B., Zhang H.) \| \| \| 0–3 \| 22:35 – Liu W. (Liu Y., Hu T.) \| \| M. Boyadjiev (R. Asenov, M. Giurov) (PP2) – 28:55 \| 1–3 \| \| \| S. Muhachev (M. Milanov, L. Giumov) – 30:52 \| 2–3 \| \| \| \| 2–4 \| 33:34 – Fu N. (Zhang H., Lang B.) \| \| \| 2–5 \| 34:22 – Liu Y. (Liu W., Meng Q.) \| \| \| 2–6 \| 37:01 – Liu Y. (Liu L.) \| \| \| 2–7 \| 37:12 – Meng Q. (Liu Y., Liu W.) \| \| S. Muhachev (M. Boyadjiev, R. Asenov) – 39:00 \| 3–7 \| \| \| S. Muhachev (M. Boyadjiev, R. Asenov) – 39:22 \| 4–7 \| \| \| \| 4–8 \| 42:14 – Fu N. (Liu W., Liu L.) \| \| \| 4–9 \| 45:37 – Liu W. (Liu Y., Meng Q.) \| \| \| 4–10 \| 48:20 – Cui Z. (Lang B., Meng Q.) (PP) \| \| \| 4–11 \| 53:26 – Fu N. (Lang B., Cui Z.) \| \| M. Giurov (M. Boyadjiev, R. Asenov) – 55:02 \| 5–11 \| \| \| \| 5–12 \| 59:19 – Zhang W. (Wang D., Fu T.) \| \| L. Giumov (M. Boyadjiev, S. Muhachev) – 59:40 \| 6–12 \| \| |                                   |                                        |             | Játékvezető: Daniel Gamper |
| 4 perc | Büntetések                        | 6 perc                                 |             | Játékvezető: Daniel Gamper |
| 25 | Lövések                           | 36                                     |             | Játékvezető: Daniel Gamper |
| | 0–1                               | 07:31 – Liu Y. (Liu W., Hu T.)         |             | Játékvezető: Daniel Gamper |
| | 0–2                               | 11:55 – Cui Z. (Lang B., Zhang H.)     |             | Játékvezető: Daniel Gamper |
| | 0–3                               | 22:35 – Liu W. (Liu Y., Hu T.)         |             | Játékvezető: Daniel Gamper |
| M. Boyadjiev (R. Asenov, M. Giurov) (PP2) – 28:55 | 1–3                               |                                        |             |                            |
| S. Muhachev (M. Milanov, L. Giumov) – 30:52 | 2–3                               |                                        |             |                            |
| | 2–4                               | 33:34 – Fu N. (Zhang H., Lang B.)      |             |                            |
| | 2–5                               | 34:22 – Liu Y. (Liu W., Meng Q.)       |             |                            |
| | 2–6                               | 37:01 – Liu Y. (Liu L.)                |             |                            |
| | 2–7                               | 37:12 – Meng Q. (Liu Y., Liu W.)       |             |                            |
| S. Muhachev (M. Boyadjiev, R. Asenov) – 39:00 | 3–7                               |                                        |             |                            |
| S. Muhachev (M. Boyadjiev, R. Asenov) – 39:22 | 4–7                               |                                        |             |                            |
| | 4–8                               | 42:14 – Fu N. (Liu W., Liu L.)         |             |                            |
| | 4–9                               | 45:37 – Liu W. (Liu Y., Meng Q.)       |             |                            |
| | 4–10                              | 48:20 – Cui Z. (Lang B., Meng Q.) (PP) |             |                            |
| | 4–11                              | 53:26 – Fu N. (Lang B., Cui Z.)        |             |                            |
| M. Giurov (M. Boyadjiev, R. Asenov) – 55:02 | 5–11                              |                                        |             |                            |
| | 5–12                              | 59:19 – Zhang W. (Wang D., Fu T.)      |             |                            |
| L. Giumov (M. Boyadjiev, S. Muhachev) – 59:40 | 6–12                              |                                        |             |                            |

| 2011. április 16. 16:30 | Izland | 14–0 (6–0, 5–0, 3–0) | Írország | Dom Sportova Nézőszám: 100 |

| Jegyzőkönyv | Jegyzőkönyv                   | Jegyzőkönyv | Jegyzőkönyv             | Jegyzőkönyv                   |
| --- | ----------------------------- | ----------- | ----------------------- | ----------------------------- |
| | Omar Skúlason Dennis Hedstrom | Kapusok     | Kevin Kelly Adam Pepper | Játékvezető: Tommy Soestumoen |
| \| E. Alengaard (E. Thormodsson) – 00:12 \| 1–0 \| \| \| B. Arnason (E. Thormodsson, R. Hedström) (PP) – 01:07 \| 2–0 \| \| \| A. Mikaelsson (B. Thordarson, J. Gíslason) (PP) – 03:30 \| 3–0 \| \| \| E. Thormodsson (E. Alengaard, B. Jakobsson) – 13:50 \| 4–0 \| \| \| M. Sigurdarson (S. Hrafnsson) (SH) – 15:12 \| 5–0 \| \| \| O. Björnsson (B. Thordarson, B. Arnason) – 18:06 \| 6–0 \| \| \| A. Mikaelsson (J. Gíslason, R. Pålsson) – 22:03 \| 7–0 \| \| \| E. Thormodsson (E. Alengaard, I. Jönsson) – 23:24 \| 8–0 \| \| \| G. Thormodsson (E. Thormodsson, B. Arnason) (PP) – 26:07 \| 9–0 \| \| \| A. Mikaelsson (J. Gíslason) (PP) – 35:29 \| 10–0 \| \| \| I. Elíasson (A. Mikaelsson, J. Gíslason) (PP) – 39:35 \| 11–0 \| \| \| G. Thormodsson (E. Alengaard, U. Andresson) (PP) – 52:05 \| 12–0 \| \| \| S. Sigurdsson (S. Hrafnsson, M. Sigurdarson) – 54:57 \| 13–0 \| \| \| D. Adel (O. Björnsson, R. Hedström) (PP) – 58:11 \| 14–0 \| \| |                               |             |                         | Játékvezető: Tommy Soestumoen |
| 10 perc | Büntetések                    | 38 perc     |                         | Játékvezető: Tommy Soestumoen |
| 60 | Lövések                       | 10          |                         | Játékvezető: Tommy Soestumoen |
| E. Alengaard (E. Thormodsson) – 00:12 | 1–0                           |             |                         | Játékvezető: Tommy Soestumoen |
| B. Arnason (E. Thormodsson, R. Hedström) (PP) – 01:07 | 2–0                           |             |                         | Játékvezető: Tommy Soestumoen |
| A. Mikaelsson (B. Thordarson, J. Gíslason) (PP) – 03:30 | 3–0                           |             |                         | Játékvezető: Tommy Soestumoen |
| E. Thormodsson (E. Alengaard, B. Jakobsson) – 13:50 | 4–0                           |             |                         |                               |
| M. Sigurdarson (S. Hrafnsson) (SH) – 15:12 | 5–0                           |             |                         |                               |
| O. Björnsson (B. Thordarson, B. Arnason) – 18:06 | 6–0                           |             |                         |                               |
| A. Mikaelsson (J. Gíslason, R. Pålsson) – 22:03 | 7–0                           |             |                         |                               |
| E. Thormodsson (E. Alengaard, I. Jönsson) – 23:24 | 8–0                           |             |                         |                               |
| G. Thormodsson (E. Thormodsson, B. Arnason) (PP) – 26:07 | 9–0                           |             |                         |                               |
| A. Mikaelsson (J. Gíslason) (PP) – 35:29 | 10–0                          |             |                         |                               |
| I. Elíasson (A. Mikaelsson, J. Gíslason) (PP) – 39:35 | 11–0                          |             |                         |                               |
| G. Thormodsson (E. Alengaard, U. Andresson) (PP) – 52:05 | 12–0                          |             |                         |                               |
| S. Sigurdsson (S. Hrafnsson, M. Sigurdarson) – 54:57 | 13–0                          |             |                         |                               |
| D. Adel (O. Björnsson, R. Hedström) (PP) – 58:11 | 14–0                          |             |                         |                               |

| 2011. április 16. 20:15 | Horvátország | 1–2 (1–0, 0–1, 0–1) | Románia | Dom Sportova Nézőszám: 3000 |

| Jegyzőkönyv | Jegyzőkönyv      | Jegyzőkönyv                          | Jegyzőkönyv            | Jegyzőkönyv                 |
| --- | ---------------- | ------------------------------------ | ---------------------- | --------------------------- |
| | Mate Tomljenović | Kapusok                              | Adrian Catrinoi Cornea | Játékvezető: Robert Mullner |
| \| B. Rendulić (M. Tadić, D. Kanaet) – 05:46 \| 1–0 \| \| \| \| 1–1 \| 25:17 – Z. Antal (Z. Molnár) (PP) \| \| \| 1–2 \| 44:49 – M. Petres (E. Moldovan) (PP) \| |                  |                                      |                        | Játékvezető: Robert Mullner |
| 18 perc | Büntetések       | 12 perc                              |                        | Játékvezető: Robert Mullner |
| 29 | Lövések          | 33                                   |                        | Játékvezető: Robert Mullner |
| B. Rendulić (M. Tadić, D. Kanaet) – 05:46 | 1–0              |                                      |                        | Játékvezető: Robert Mullner |
| | 1–1              | 25:17 – Z. Antal (Z. Molnár) (PP)    |                        | Játékvezető: Robert Mullner |
| | 1–2              | 44:49 – M. Petres (E. Moldovan) (PP) |                        | Játékvezető: Robert Mullner |